# Oogkleur

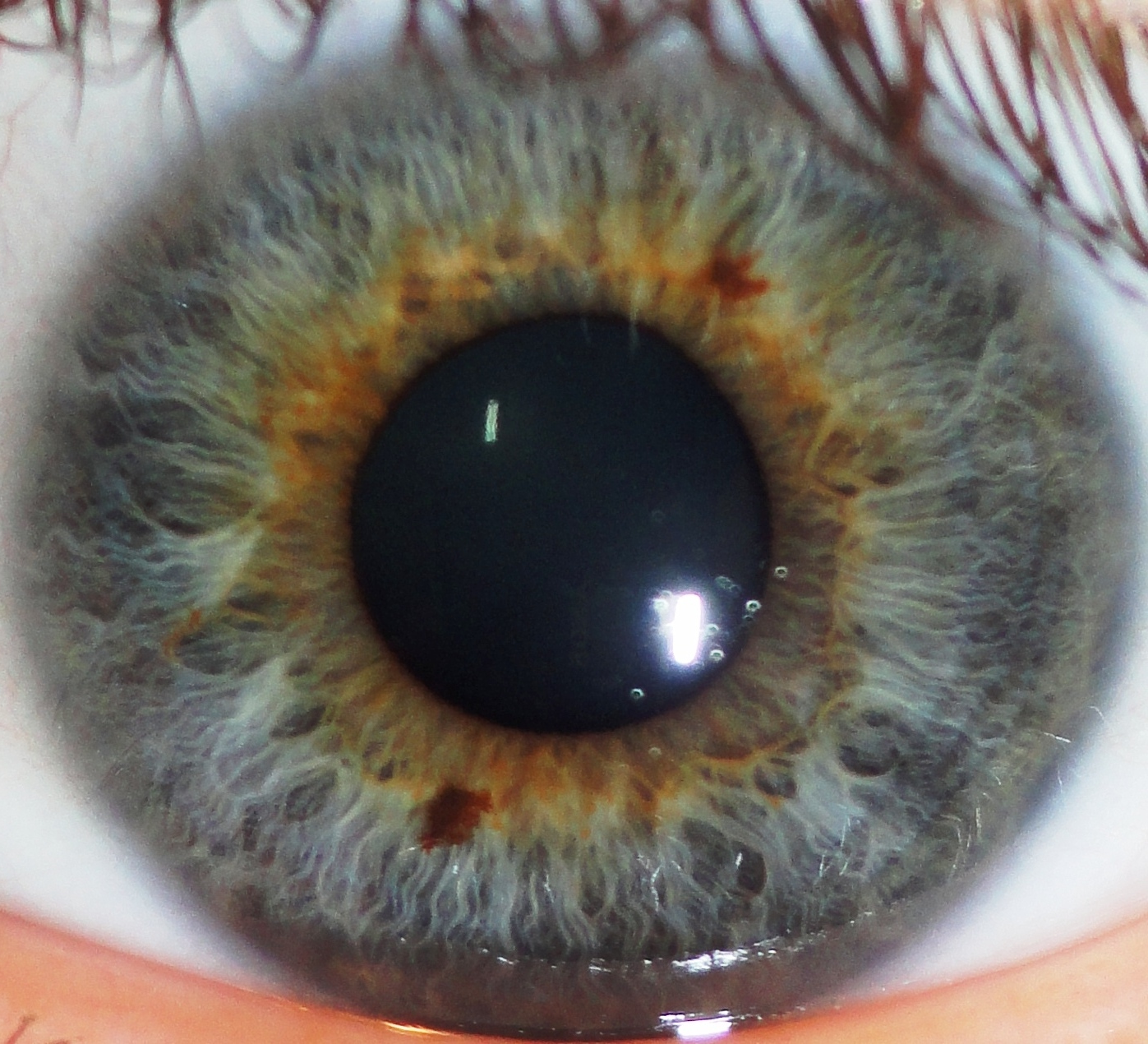
Close-up van een menselijke iris

Oogkleur is bij de mens een polygene fenotypevariatie die wordt bepaald door twee verschillende factoren: de pigmentatie van de iris in het menselijk oog en de frequentie-afhankelijkheid van de verstrooiing van het licht door het troebele medium in het stroma van de iris.
Bij de mens varieert de pigmentatie van de iris van lichtbruin tot zwart. De kleur is afhankelijk van de concentratie van melanine in het iris-pigmentepitheel (aan de achterkant van de iris), de melanine-inhoud in het irisstroma (aan de voorzijde van de iris) en de cellulaire dichtheid van het stroma. Het fenomeen van blauwe, groene, maar ook bruine ogen is het resultaat van de rayleighverstrooiing van het licht in het stroma, een fenomeen dat vergelijkbaar is met de wijze waarop de blauwheid van de hemel wordt bepaald. Er zijn noch blauwe noch groene pigmenten aanwezig in de menselijke iris of in de oculaire vloeistof. De oogkleur varieert afhankelijk van de lichtomstandigheden, met name voor ogen die weinig pigment bevatten.

## Kleur van de iris
De iris bepaalt de kleur van het oog zoals wij die ervaren. Blauwe of bruine ogen zijn feitelijk blauwe of bruine irissen. Een oog met weinig pigmentatie is blauw en een oog met veel pigmentatie is bruin. De kleur van de iris is een polygene eigenschap en wordt bepaald door het aantal en type van pigmenten. Mens en dier hebben vele fenotypevariaties. Deze variaties ontstaan door verschillen in de verhouding tussen de twee types melanine namelijk eumelanine en feomelanine.
Drie elementen in de iris dragen bij tot de uiteindelijke kleur. De hoeveelheid melanine in het pigmentepitheel, de hoeveelheid melanine in het stroma en de dichtheid van het stroma. Alle ogen bevatten in het epitheel het zwarte pigment eumelanine. De dichtheid van het stroma bepaalt vooral de hoeveelheid licht die geabsorbeerd wordt door het onderliggende epitheliumpigment. Ook kan iemand twee verschillende kleuren iris hebben. Dit wordt heterochromie genoemd.

### Oogkleur bij vogels
De kleuren van de ogen van vogels ontstaan door andere melanines: pteridines, purines en carotenoïden.

## Erfelijkheid van de iriskleur bij mensen
Waar erfelijke huidskleur afhankelijk is van de hoeveelheid ultraviolette straling en daarmee locatie, lijkt bij oogkleur en ook haarkleur genetische drift een belangrijke rol te spelen en mogelijk ook seksuele selectie.
Er bestaan veel fenotypische variaties in de kleur van de iris. De genetica van de oogkleur is gecompliceerd, en de kleur van de ogen wordt door meerdere genen bepaald. Genetici hebben vijftien verschillende genen gevonden, die een rol spelen in de overerving van de oogkleur. Onder deze oogkleurgenen zijn OCA2 en HERC2.
De tot voor enige decennia op school onderwezen opvatting dat het hebben van blauwe ogen een recessieve eigenschap is, blijkt een vrij grove versimpeling van de werkelijkheid te zijn. De genetica van de oogkleur is zo complex dat bijna elke ouder-kindcombinatie van oogkleuren kan voorkomen. Het grootste deel van kleurvariatie in het menselijk oog lijkt echter bepaald te worden door de OCA2 en HERC2-genen op chromosoom 15.
OCA2 veroorzaakt in 75% van de gevallen het verschil tussen blauwe en bruine ogen en is een van de oorzaken van oculocutaan albinisme. In 2008 is door twee verschillende groepen ontdekt dat de belangrijkste determinant net buiten dit gen ligt, in een gebied dat codeert voor een ander gen, HERC2. Het gen HERC2 stuurt aan hoeveel melanine door het gen OCA2 wordt aangemaakt.

## Oogkleurverandering
De kleur van het oog kan in de loop der tijd veranderen. Veel blanke baby's hebben bij de geboorte blauwe ogen, die later kunnen veranderen in elke kleur. Na het derde levensjaar staat de oogkleur in principe vast. Maar oogkleurverandering komt heel frequent voor, namelijk door contact met zonlicht, net als de huid. Praktisch alle ogen die niet permanent bruin zijn worden bruiner door zonlicht. Zo kan iemand met groene ogen in de zomer veel bruine vlekken ontdekken. Bij blauwe ogen wordt het vaak een lichtbruine ring van bij de pupil (en wordt vaak als een gele ring gezien). In de winter keert de normale kleur terug.

## Classificatie van de kleuren

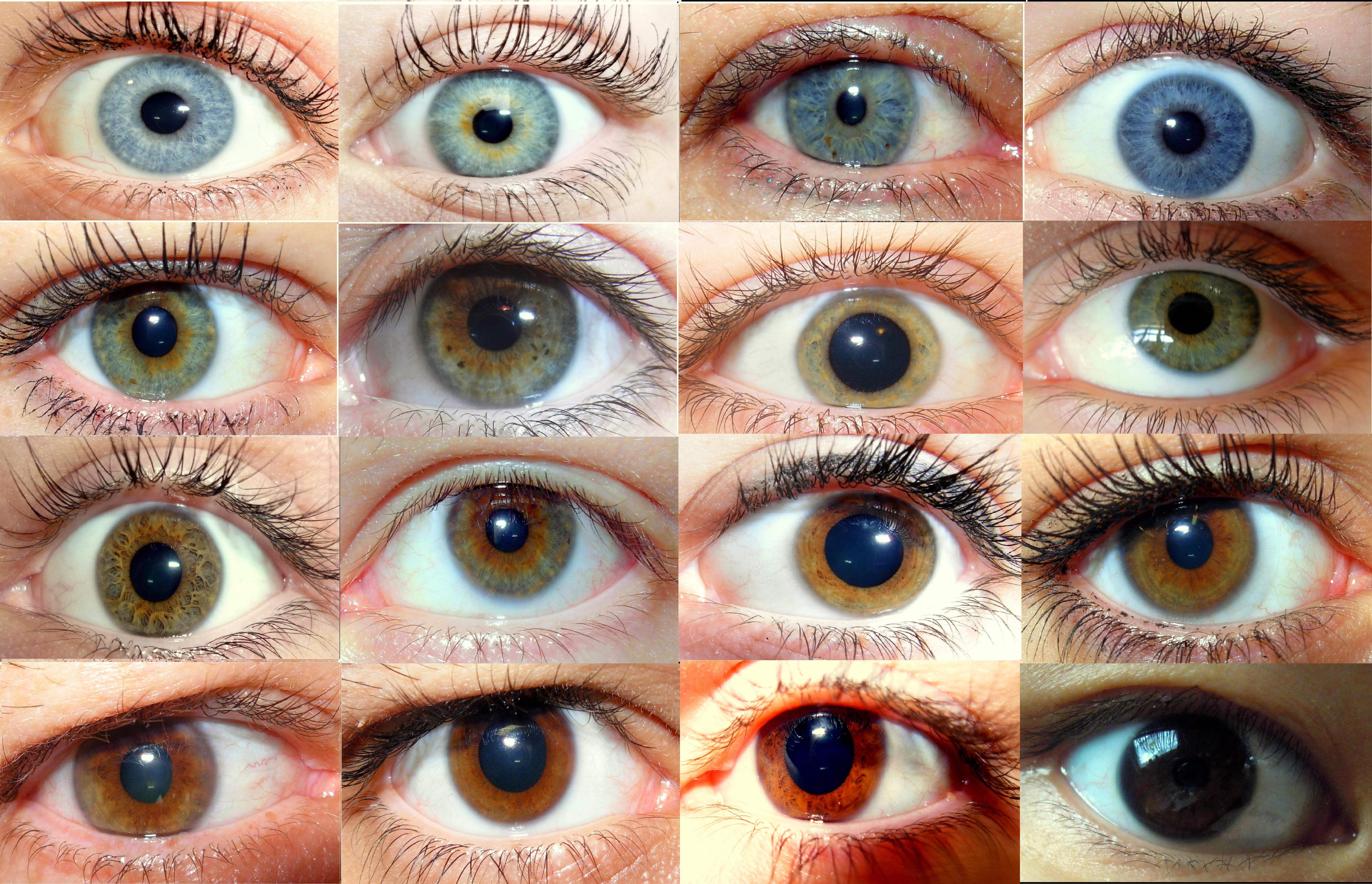
Oogkleuren van lichtblauw via groen tot donkerbruin

Een classificatie van de kleuren kan nuttig zijn bij het documenteren van pathologische veranderingen en hoe een individu reageert op diverse oculaire geneesmiddelen. Diverse classificeringssystemen gaan van een eenvoudige ordening van "licht" naar "donker" tot fotografische vergelijkingsstandaarden. Anderen hebben getracht objectieve standaarden voor kleurvergelijking in te voeren. Dit is niet eenvoudig omdat kleurwaarneming afhankelijk is van de lichtomstandigheden.
De kleuren kunnen herleid worden tot een geleidelijke overgang van donkerbruin naar lichtblauw. Seddon ontwikkelde een classificatie die gebaseerd is op de overheersende kleur van de iris (bruin, lichtbruin, grijs en blauw) en de hoeveelheid aanwezig bruin en geel pigment. Er zijn slechts drie hoofdkleuren aanwezig: bruin, blauw en groen. De kleur die wordt waargenomen wordt in hoge mate bepaald door de hoeveelheid melanine. Bruin is het meest voorkomend, gevolgd door blauw. Groen is de meest zeldzame oogkleur.

### Bruin
Bij de mens bevatten bruine ogen grote hoeveelheden melanine (hoofdzakelijk eumelanine) in het stroma. Dit absorbeert vooral licht van korte golflengte. Zeer donkerbruine irissen kunnen zwart lijken. Mensen met lichtbruine irissen hebben ogen met een "whiskeykleur". Bruine ogen gaan meestal ook samen met bruin of zwart haar. Bruin is een dominante kleur en in vele populaties is het (met enige uitzonderingen) de enige aanwezige kleur.

### Oranje
Wordt vooral veroorzaakt door de rayleighverstrooiing. Een aantal studies heeft oranje als mediane kleur tussen bruin en donkerbruin aangeduid. Dit kan soms leiden tot een meerkleurige iris: een oog dat bruin is dicht bij de pupil en kolenzwart of amber aan de buitenrand van de iris. De oranje oogkleur komt het meest voor in Zuid- en Oost-Europa als ook in het noorden van het Arabisch schiereiland en het Midden-Oosten, maar zelden in Oost-Azië. Het is niet eenvoudig oranje te constateren. Soms wordt het voor heel licht bruin aangezien en soms voor geel, ofwel als lichtbruin en geel-bruin. Vooral de lichtbruine variant komt voor in het Midden-Oosten.

### Amber en geel
Amberkleurige ogen hebben een goud/gele/koperen kleur. Dit zou komen door het pigment lipochroom. Dit komt ook voor in violette en groene ogen. Bij dieren komen zij meer voor dan bij de mens. Bij de mens worden ze ook wel "kattenogen" genoemd. De gele ogen van sommige duiven bevatten het fluorescerende pigment pteridine. De gele ogen van de hoornuil bevatten het ptederine xanthopterine in de chromatoforen van het stroma (hier worden ze dan xantophoren genoemd). In het menselijk oog kunnen ook gele puntjes voorkomen. Die worden veroorzaakt door het pigment lipofuscine (het zogenaamde lipochroom).

### Groen
Groene ogen bevatten weinig melanine. Groene ogen worden weleens gerelateerd aan licht haar zoals blond of rood. Maar bij mensen met donker haar worden zij ook aangetroffen. Zij komen echter het meest voor in het Midden-Oosten, Saoedi-Arabië, Iran, Turkije, Pakistan en India. De Pathanen (etnische Afghanen) worden genoemd: hare ankheian vaale (zij met de groene ogen). In de Chinese en Griekse mythologie hebben de goden groene ogen, wellicht vanwege de zeldzaamheid bij mensen.
Een foto die in 1985 op de omslag van de National Geographic verscheen, is een close-up van Sharbat Gula, een Pathaans meisje met starende groene ogen. In 2002 werd zij opgespoord en kon ze worden geïdentificeerd door haar irissen te vergelijken met de foto.

### Blauw

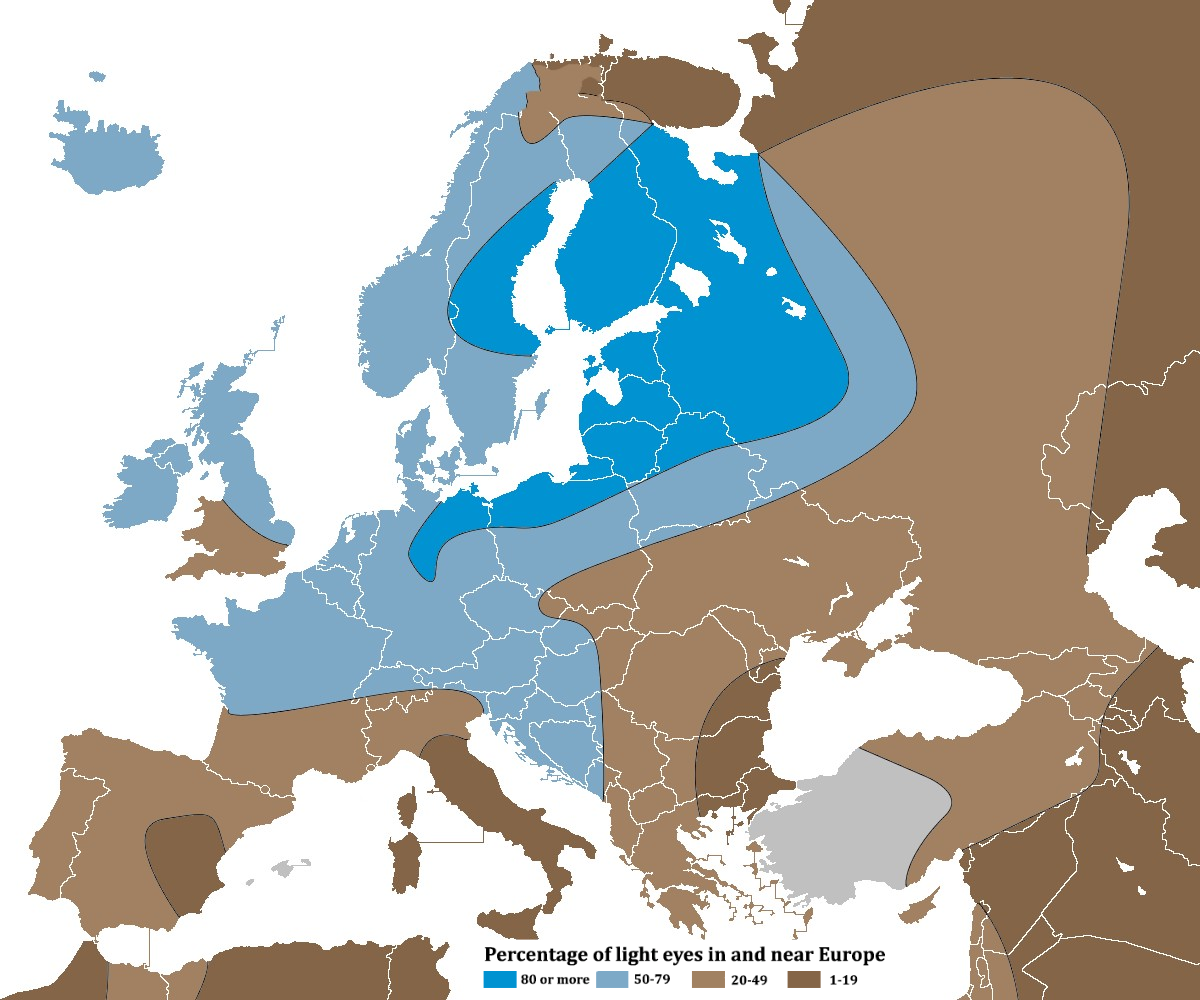
Percentage lichtkleurige ogen (blauw en groen) in Europa.
80+
50–79
20–49
1–19

Blauwe ogen komen vrij algemeen voor in vooral Noord-Europa en in landen met een populatie van gedeeltelijk Noord-Europese afkomst zoals Canada, de Verenigde Staten, Australië en Zuid-Afrika, in mindere mate in Argentinië, Uruguay of Brazilië. In de rest van de wereld is de kleur zeldzaam. De schattingen van het percentage mensen wereldwijd met blauwe ogen variëren tussen de 2% en 10%. Blauwe ogen hebben weinig melanine in het stroma. De langere golflengten van het lichtspectrum worden geabsorbeerd en de kortere worden verstrooid (rayleighverstrooiing).
Deense wetenschappers hebben ontdekt dat de mutatie in het OCA2-gen, dat ten grondslag ligt aan blauwe ogen, tussen de 6000 en 10000 jaar geleden plaats moet hebben gevonden. Het onderzoek werpt de hypothese op dat mensen met blauwe ogen, van Denemarken via Turkije tot Jordanië, dezelfde voorouder hebben. De geografische plaats waar de mutatie zou hebben plaatsgevonden zou ten noordoosten van de Zwarte Zee zijn geweest.

## Voetnoten
1. 1 2   Fox, Denis Llewellyn, Biochromy: Natural Coloration of Living Things, University of California Press, 1979, blz. 9, zie hier, ISBN 0-520-03699-9
2. ↑   Huiqiong Wang, Stephen Lin, Xiaopei Liu, Sing Bing Kang (2005). Separating Reflections in Human Iris Images for Illumination Estimation. Tenth IEEE International Conference on Computer Vision 2: 1691–1698.
3. ↑  Mason, Clyde W. (1924). Blue Eyes. Journal of Physical Chemistry 28 (5): 498–501. DOI: 10.1021/j150239a007.
4. ↑  Jablonski, N.G.; Chaplin, G. (2017): 'The colours of humanity: the evolution of pigmentation in the human lineage' in Philosophical Transactions of the Royal Society of London B
5. ↑   Morris, P.J., "Phenotypes and Genotypes for human eye colors." Athro Limited website.
6. ↑  "Genotype–phenotype associations and human eye color", Journal of Human Genetics January 2011. White, Désirée, Rabago-Smith, Montserrat (2011). Genotype-phenotype associations and human eye color. Journal of Human Genetics 56 (1): 5–7. PMID 20944644. DOI: 10.1038/jhg.2010.126.
7. ↑  No Single Gene For Eye Color, Researchers Prove. Sciencedaily.com (2007-02-22).
8. ↑  October 19, 2011, Eye color definition – Medical Dictionary definitions of popular medical terms easily defined on MedTerms. Medterms.com (29 oktober 2003). Gearchiveerd op 5 juni 2011. Geraadpleegd op 13 augustus 2012.
9. ↑  Duffy, David L., Montgomery, Grant W., Chen, Wei, Zhao, Zhen Zhen, Le, Lien (2007). A three-single-nucleotide polymorphism haplotype in intron 1 of OCA2 explains most human eye-color variation. Am. J. Hum. Genet. 80 (2): 241–52. PMID 17236130. PMC 1785344. DOI: 10.1086/510885.
10. ↑  Eiberg H, Troelsen J, Nielsen M, Mikkelsen A, Mengel-From J, Kjaer K.W., Hansen L., Blue eye color in humans may be caused by a perfectly associated founder mutation in a regulatory element located within the HERC2 gene inhibiting OCA2 expression. Hum Genet. 2008 Jan 3; PMID 18172690
11. ↑  Kayser et al., Three Genome-wide Association Studies and a Linkage Analysis Identify HERC2 as a Human Iris Color Gene, The American Journal of Human Genetics (2008), article in press.
12. ↑  Frost: Why Do Europeans Have So Many Hair and Eye Colors?. cogweb.ucla.edu. Geraadpleegd op 27 februari 2018.
13. ↑  Genetic mutation makes those brown eyes blue